# Bouvières
Bouvières est une commune française située dans le département de la Drôme, en région Auvergne-Rhône-Alpes.
Ses habitants sont dénommés les Bouviérois.

## Géographie

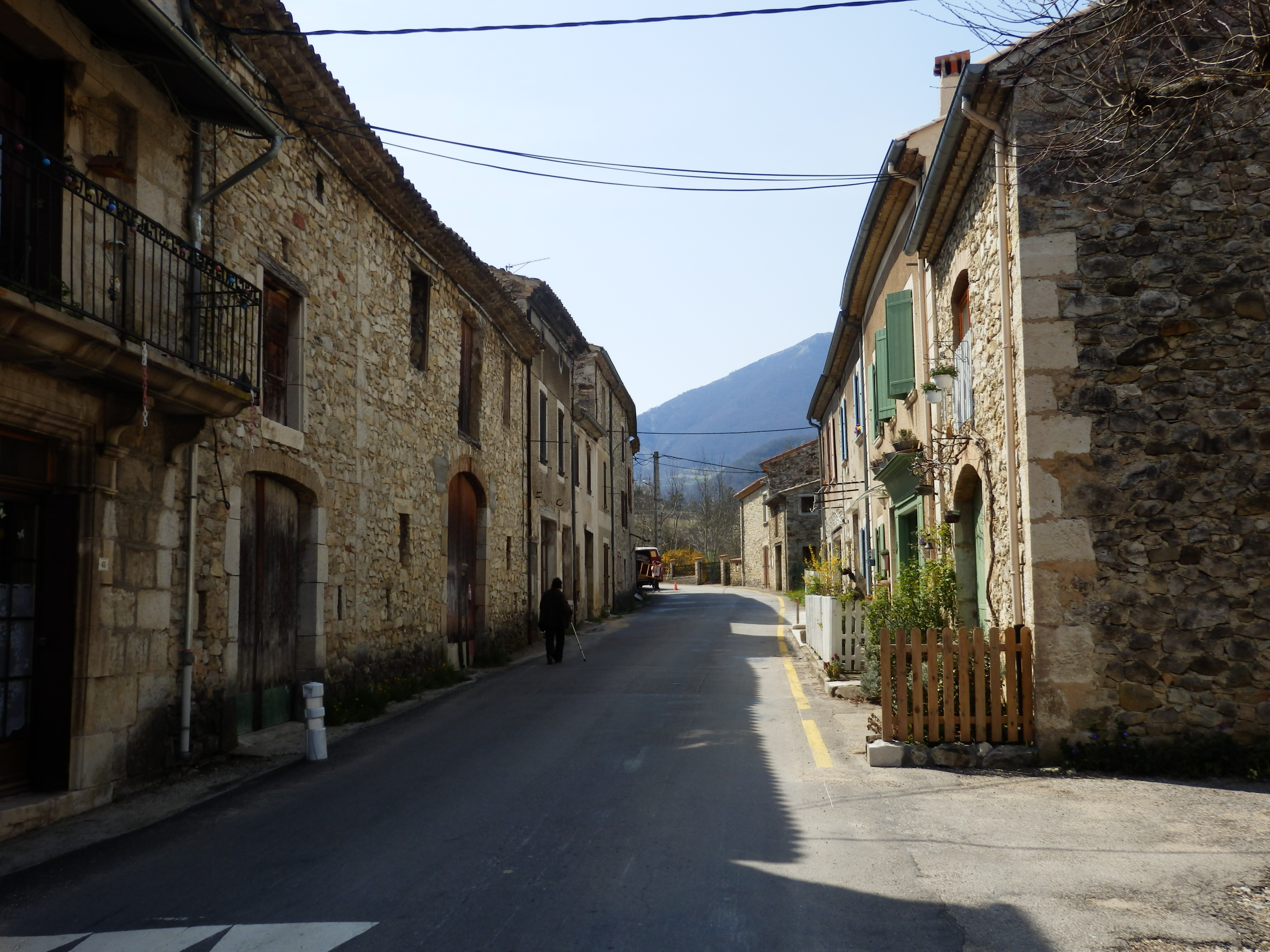
Rue principale de Bouvières

### Localisation
Bouvières est situé à environ 50 km à l'est de Montélimar, à 25 km de Nyons, à 22 km de Dieulefit et à 14 km de Saint-Nazaire-le-Désert.

### Climat
Pour des articles plus généraux, voir Climat d'Auvergne-Rhône-Alpes et Climat de la Drôme.
En 2010, le climat de la commune est de type climat méditerranéen altéré, selon une étude du CNRS s'appuyant sur une série de données couvrant la période 1971-2000. En 2020, Météo-France publie une typologie des climats de la France métropolitaine dans laquelle la commune est exposée à un climat de montagne ou de marges de montagne et est dans la région climatique  Alpes du sud, caractérisée par une pluviométrie annuelle de 850 à 1 000 mm, minimale en été. 
Pour la période 1971-2000, la température annuelle moyenne est de 11,3 °C, avec une amplitude thermique annuelle de 16,9 °C. Le cumul annuel moyen de précipitations est de 1 055 mm, avec 7,9 jours de précipitations en janvier et 4,7 jours en juillet. Pour la période 1991-2020, la température moyenne annuelle observée sur la station météorologique de Météo-France la plus proche, sur la commune de Saint-Nazaire-le-Désert à 8 km à vol d'oiseau, est de 10,5 °C et le cumul annuel moyen de précipitations est de 1 011,8 mm,. Pour l'avenir, les paramètres climatiques de la commune estimés pour 2050 selon différents scénarios d'émission de gaz à effet de serre sont consultables sur un site dédié publié par Météo-France en novembre 2022.

## Urbanisme

### Typologie
Au 1er janvier 2024, Bouvières est catégorisée commune rurale à habitat très dispersé, selon la nouvelle grille communale de densité à 7 niveaux définie par l'Insee en 2022.
Elle est située hors unité urbaine et hors attraction des villes,.

### Occupation des sols
L'occupation des sols de la commune, telle qu'elle ressort de la base de données européenne d’occupation biophysique des sols Corine Land Cover (CLC), est marquée par l'importance des forêts et milieux semi-naturels (77,6 % en 2018), une proportion sensiblement équivalente à celle de 1990 (77,7 %). La répartition détaillée en 2018 est la suivante : 
forêts (48,8 %), milieux à végétation arbustive et/ou herbacée (28,8 %), prairies (19,9 %), zones agricoles hétérogènes (2,5 %). L'évolution de l’occupation des sols de la commune et de ses infrastructures peut être observée sur les différentes représentations cartographiques du territoire : la carte de Cassini (XVIIIe siècle), la carte d'état-major (1820-1866) et les cartes ou photos aériennes de l'IGN pour la période actuelle (1950 à aujourd'hui).

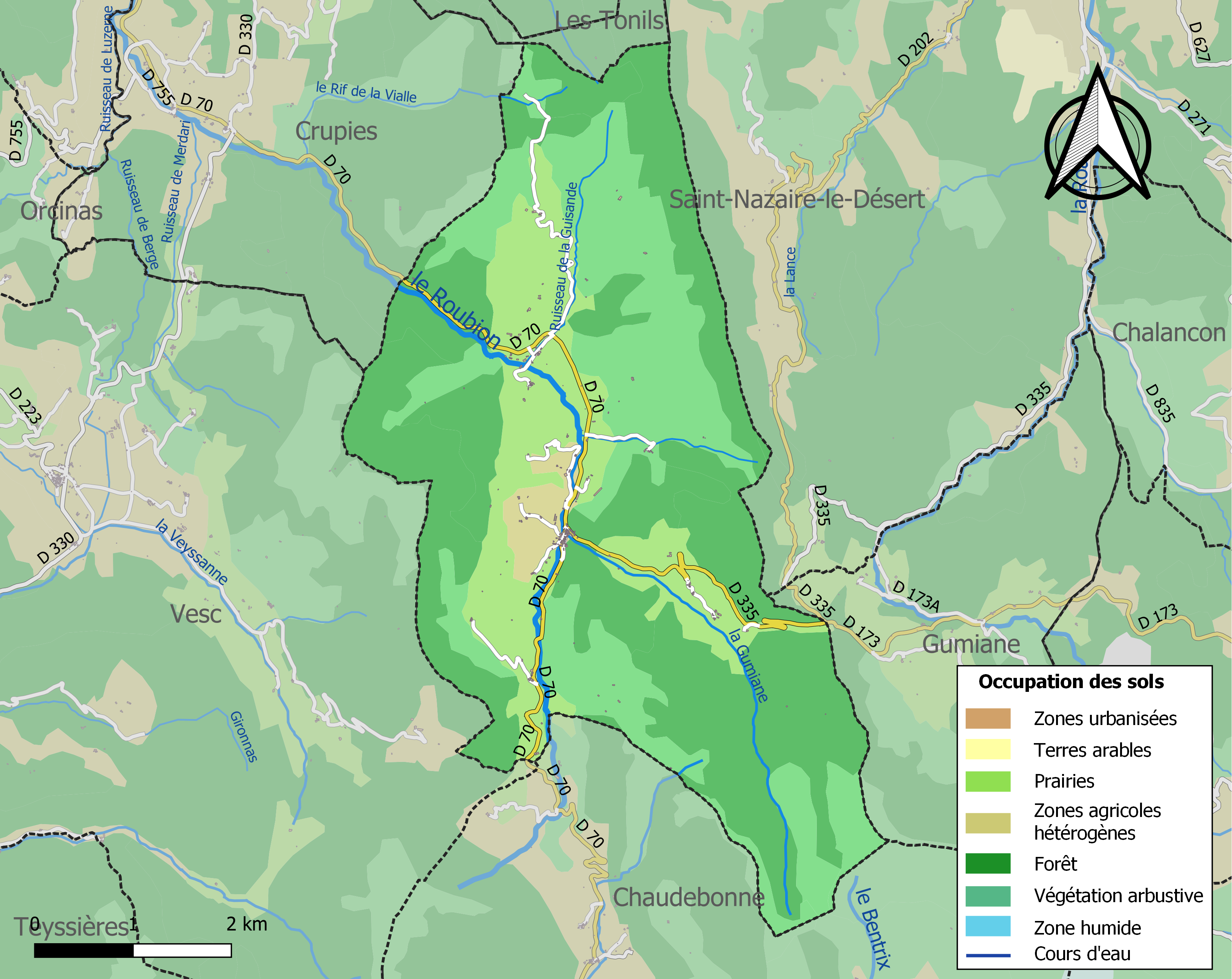
Carte des infrastructures et de l'occupation des sols de la commune en 2018 (CLC).

## Toponymie

### Attestations
Dictionnaire topographique du département de la Drôme :
- 1511 : Boveria (archives de la Drôme, E 2141).
- 1644 : Bouvières et Grand Guisans (visites épiscopales).
- 1631 : Locus de Bauveriis (registre de la paroisse de Saou).
- 1657 : mention de l'église Saint-Antoine : La cure de Saint-Antoine de Bouvières (archives de la Drôme, E 2620).
- 1705 : Bouvieres et Guisans (Dénombr. du roy.).
- 1891 : Bouvières, commune du canton de Bourdeaux.

### Étymologie
Le nom de Bouvières viendrait du latin bovarius / boarius « qui concerne les bœufs », formé de bos / bovis « bœuf » et du suffixe locatif -aria. Bouvières était donc un endroit où se trouvaient des étables à bœufs, où l'on élevait des bœufs. L'étymologie est exactement la même que celle du provençal « Borie »[réf. nécessaire].

## Histoire

### Du Moyen Âge à la Révolution
La seigneurie :
- Fief des évêques de Die.
- 1540 : possession des Lhère de Glandage.
- Peu de temps après : passe aux (du) Pilhon.
- 1700 : passe (par mariage) aux Morges-Ventavon.
- Passe (par héritage) aux Emé de Marcieu.
- 1772 : acquis par les Ailbaud.
- Revendu aux Fourville, derniers seigneurs.

À la fin de l'Ancien Régime, le pays est resté protestant, et l'édit de tolérance pris en 1787 par le roi Louis XVI est accueilli dans la joie. La commune est cependant trop pauvre pour avoir un instituteur.
Avant 1790, Bouvières était une paroisse du diocèse de Die, dont l'église, dédiée à saint Antoine, et les dîmes appartenaient au prieur de Guisans (voir ce nom) ; laquelle paroisse formait, avec celle de Guisans, une communauté de l'élection de Montélimar, subdélégation de Crest et du bailliage de Die.

#### Guisans
Dictionnaire topographique du département de la Drôme :
- 1100 : Guzantium (cartulaire de Savigny, 870).
- 1107 : mention de la paroisse : Ecclesia de Guzancio (cartulaire de Savigny, 808).
- 1168 : Guzanz (cartulaire de Die, 29).
- 1183 : Guzans (cartulaire de Die, 37).
- 1245 : Guzantz (cartulaire de Die, 37).
- XIVe siècle : mention de la paroisse : Cappella de Guisandis (pouillé de Die).
- 1415 : Guisandz (rôle de décimes).
- 1509 : mention de l'église Saint-Martin : Ecclesia parrochialis Sancti Martini de Guysandis (visites épiscopales).
- 1511 : Guysandus (archives de la Drôme, E 2141).
- 1511 : mention de la paroisse : Cura de Guysandis et de Boveria (archives de la Drôme, E 2141).
- 1516 : mention du prieuré : Prioratus de Guisanis (rôle de décimes).
- 1576 : Guysands (rôle de décimes).
- XVIIe siècle : Le Petit Guysans (visites épiscopales).
- 1620 : Le Petit Guisans (archives de la Drôme, E 2406).
- 1891 : Guisans, hameau de la commune de Bouvières.

La seigneurie :
- Fief des évêques de Die.
- Terre du patrimoine des comtes de Diois.
- Possession des Isoard d'Aix.
- 1314 : passe (par mariage) aux princes d'Orange de la maison de Baux. Elle leur appartient encore en 1372.
- Début XVIe siècle : acquise par les Brotin.
- 1558 : passe (par mariage) aux Eurre. Ils font entrer Guisans dans leur marquisat de Montanègue.
- 1750 : le marquisat est acquis par les Verdeilhan des Fourniels, derniers seigneurs.

Antérieurement au XVIe siècle, Guisans était le chef-lieu de la paroisse actuelle de Bouvières. Son église, dédiée à saint Martin, était celle d'un prieuré de l'ordre de Saint-Benoît, filiation de Savigny, connu dès le XIIe siècle et dont le titulaire était décimateur dans tout le territoire de Bouvières ; l'évêque de Die ayant la collation de la cure.

### De la Révolution à nos jours
En 1789, le village de Bouvières ne rédige pas de cahier de doléances. En effet, il appartient au Dauphiné, où la Révolution commence un peu plus tôt avec la réunion, illégale, de l'Assemblée des États à Romans (de novembre 1788 à janvier 1789). Les communautés du Dauphiné ne font que répondre à un questionnaire envoyé à l'assemblée des États.
La Révolution française bouleverse les cadres sociaux séculaires qui enserraient la société. La commune de Bouvières n'est pas touchée par l'immense secousse de la Grande Peur de l'été 1789, où les paysans s'arment et les villages ruraux s'organisent avec leurs voisins pour se défendre contre une réaction aristocratique imaginaire. Les promesses d'abolition de nombreuses inégalités sont favorablement accueillies à Bouvières, et spécialement l'abolition des privilèges, lors de la nuit du 4 août et les décrets des 4, 6, 7, 8 et 11 août 1789. Cependant, les habitants déchantent quand ils apprennent que les droits seigneuriaux sont maintenus, et rachetables, à condition que le seigneur détienne l'acte original fondant ses droits. Ils saisissent cependant rapidement la signification de ce décret : en cas d'absence de pièces justificatives, les droits féodaux sont de fait abolis. Le maire et le conseil municipal dirigent eux-mêmes l'assaut sur les deux châteaux de la commune, le pillage, puis l'incendie des chartes fondant les droits des seigneurs, et enfin le partage des meubles dans les auberges du village. L'ensemble du conseil municipal est condamné à dix ans de bagne, mais il ne fait pas sa peine, réussissant à se cacher dans les montagnes.
En 1790, Bouvières et Guisans devinrent une municipalité du canton de Saint-Nazaire-le-Désert qui, en l'an VIII, fut convertie en une commune du canton de Bourdeaux, sous le seul nom de Bouvières.

## Politique et administration

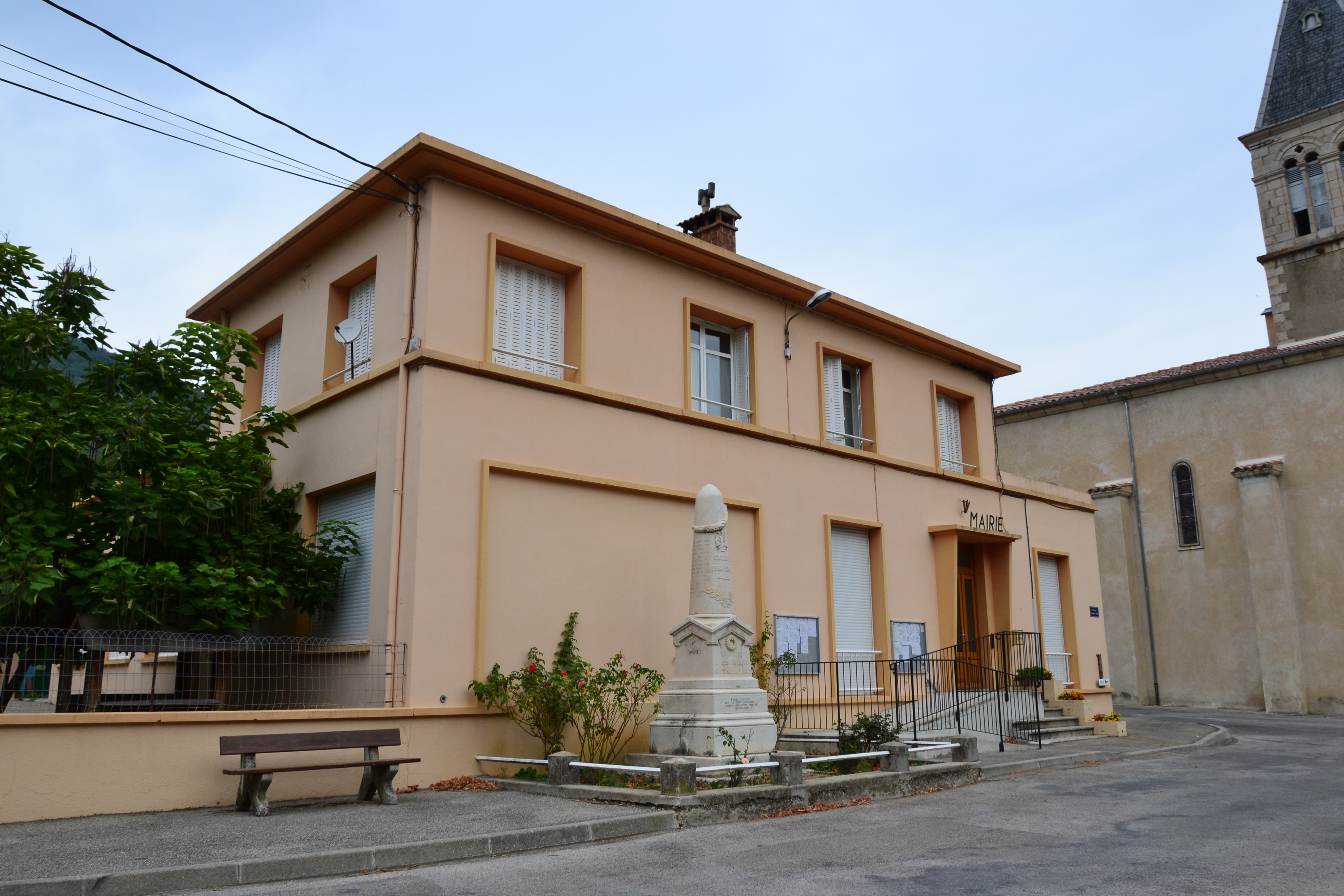
mairie de Bouvières

### Liste des maires
| Période                                  | Période                       | Identité         | Étiquette | Qualité  |
| ---------------------------------------- | ----------------------------- | ---------------- | --------- | -------- |
| Les données manquantes sont à compléter. |                               |                  |           |          |
| avant 1995                               | ?                             | Maximin Chastan  | DVD       |          |
| mars 2008                                | 2014                          | Sylviane Raspail |           |          |
| 2014                                     | En cours (au 6 novembre 2014) | Philippe Reynaud | SE        | Retraité |

## Population et société

### Démographie
L'évolution du nombre d'habitants est connue à travers les recensements de la population effectués dans la commune depuis 1793. Pour les communes de moins de 10 000 habitants, une enquête de recensement portant sur toute la population est réalisée tous les cinq ans, les populations de référence des années intermédiaires étant quant à elles estimées par interpolation ou extrapolation. Pour la commune, le premier recensement exhaustif entrant dans le cadre du nouveau dispositif a été réalisé en 2008.

En 2022, la commune comptait 149 habitants, en évolution de +1,36 % par rapport à 2016 (Drôme : +2,64 %, France hors Mayotte : +2,11 %).
| 1793 | 1800 | 1806 | 1821 | 1831 | 1836 | 1841 | 1846 | 1851 |
| ---- | ---- | ---- | ---- | ---- | ---- | ---- | ---- | ---- |
| 755  | 603  | 787  | 837  | 789  | 767  | 741  | 762  | 720  |

| 1856 | 1861 | 1866 | 1872 | 1876 | 1881 | 1886 | 1891 | 1896 |
| ---- | ---- | ---- | ---- | ---- | ---- | ---- | ---- | ---- |
| 694  | 664  | 664  | 608  | 627  | 556  | 575  | 577  | 534  |

| 1901 | 1906 | 1911 | 1921 | 1926 | 1931 | 1936 | 1946 | 1954 |
| ---- | ---- | ---- | ---- | ---- | ---- | ---- | ---- | ---- |
| 506  | 463  | 451  | 401  | 374  | 348  | 319  | 272  | 241  |

| 1962 | 1968 | 1975 | 1982 | 1990 | 1999 | 2006 | 2008 | 2013 |
| ---- | ---- | ---- | ---- | ---- | ---- | ---- | ---- | ---- |
| 209  | 196  | 194  | 181  | 184  | 160  | 154  | 152  | 139  |

| 2018 | 2022 | - | - | - | - | - | - | - |
| ---- | ---- | - | - | - | - | - | - | - |
| 145  | 149  | - | - | - | - | - | - | - |

### Enseignement
La commune relève de l'académie de Grenoble.

### Manifestations culturelles et festivités
- Fête : second dimanche d'août[24].

#### Loisirs
- Randonnées (sentiers)[24].
- Pêche et chasse[24].

## Économie
En 1992 : bois, pâturages (ovins) / Produit local : pâtés de gibier.

## Culture locale et patrimoine

### Lieux et monuments
- Ruines féodales[24].

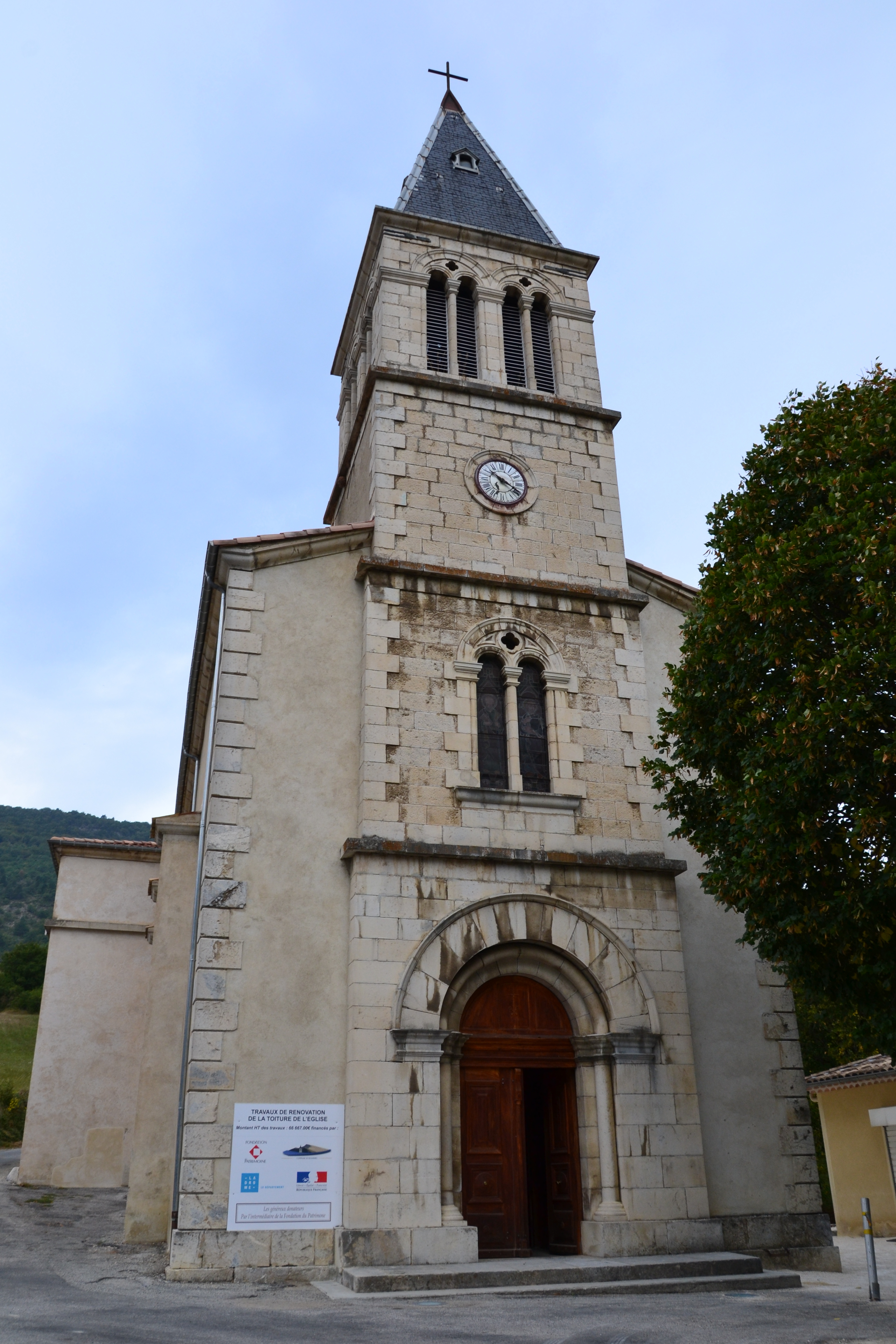
Église de Bouvières.

  - Au Chatelas, se trouve l'emplacement du castrum médiéval de Guisans[réf. nécessaire].
- Le Château Vieux[24].
  - Le Château Vieux est une maison forte médiévale située à La Bâtie de Guisans [réf. nécessaire].
- Église Saint-Antoine de Bouvières du XIXe siècle[24].
- Chapelle Saint-Joseph[24].
- Chapelle Saint-Sevret[24].
- Le château de Bouvières est un château d'époque moderne restauré[réf. nécessaire].

### Patrimoine naturel
- Vallée et source du Roubion[24].
- Point de vue du col Lescou[24].

### Héraldique, logotype et devise
|  | Bouvières possède des armoiries dont l'origine et le blasonnement exact ne sont pas disponibles. |